# 留多加駅
留多加駅（るうたかえき）は、樺太留多加郡留多加町に存在した南樺鉄道および隆高馬車軌道の終着駅。省営自動車本留線の終着でもあった。

## 歴史
- 1926年（大正15年）10月1日 - 南樺鉄道が開通し開業。
- 1937年（昭和12年） - 樺太庁鉄道の自動車線本留線が開業する。
- 1943年（昭和18年）4月1日 - 樺太の内地編入に伴い、省営自動車本留線となる。
- 1945年（昭和20年）8月 - ソ連軍が南樺太へ侵攻、占領し、駅も含め全線がソ連軍に接収される。
- 1946年（昭和21年）4月1日 - ソ連国鉄に編入。ロシア語駅名は「アニワ（Ани́ва）」。

## 運行状況
- 昭和十五年七月一日訂補では新場駅との間を所要時間約43分で1日4往復していた。

## 駅周辺
- 留多加町役場

## 隣の駅
南樺鉄道
濱路公園駅 - 留多加駅
隆高馬車軌道
留多加駅 - 西留多加駅
留多加駅 - 川口駅